# جاي بي مالوري
جاي بي مالوري (بالإنجليزية: J. P. Mallory)‏ هو مؤرخ عصور ما قبل التاريخ وعالم إنسان أمريكي، ولد في 1945 في بلفاست في المملكة المتحدة.